# Calluga catocalaria
Calluga catocalaria är en fjärilsart som beskrevs av Pieter Cornelius Tobias Snellen 1881. Calluga catocalaria ingår i släktet Calluga och familjen mätare. Inga underarter finns listade i Catalogue of Life.